# Micrargeria sopubioides
Micrargeria sopubioides är en snyltrotsväxtart som beskrevs av Spencer Le Marchant Moore. Micrargeria sopubioides ingår i släktet Micrargeria och familjen snyltrotsväxter. Inga underarter finns listade i Catalogue of Life.